# Мохамед Мосадик
Мохамед Мосадик (перс. مُحَمَد مُصَدِق‎, Техеран, 16. јун 1882 — Ахмадабад е Мосадик, 5. март 1967) је био премијер Ирана од 1951. године до 1953. године када је његова влада збачена у државном удару које су организовале британски МИ6 и америчка ЦИА.
Као познати писац, управник, адвокат и преговарач, Мосадик је постао премијер Ирана 1951. Његова влада је увела низ напредних друштвених и политичких реформи, као што су социјално осигурање, контрола закупа и аграрна реформа. Ипак, најпознатија политика његове владе је била национализација иранске нафтне индустрије, која је била под британском контролом од 1913. године преко Англо-персијске нафтне компаније (данас Бритиш петролеум).
Мосадик је уклоњен са власти у државном удару 19. августа 1953. године, који је организовала и извела ЦИА на захтев МИ6 који је изабрао иранског генерала Фазлолаха Захедија да наследи Мосадика.
Државни удар се често назива операција Ајакс, по називу операције ЦИА, док се у Ирану назива удар од 28. мордада 1332, по датуму у иранском календару. Мосадик је био у затвору три године, а после тога је држан у кућном притвору до своје смрти.